# McKenzie Lake, Cochrane District
McKenzie Lake är en sjö i Kanada.   Den ligger i Cochrane District och provinsen Ontario, i den sydöstra delen av landet, 700 km nordväst om huvudstaden Ottawa. McKenzie Lake ligger 216 meter över havet. Arean är 1,6 kvadratkilometer. Den sträcker sig 3,4 kilometer i nord-sydlig riktning, och 1,7 kilometer i öst-västlig riktning.
I omgivningarna runt McKenzie Lake växer i huvudsak blandskog. Trakten runt McKenzie Lake är nära nog obefolkad, med mindre än två invånare per kvadratkilometer.